# Umanità (film 1946)
Umanità è un film del 1946 diretto da Jack Salvatori.

## Trama
La benemerita assistenza di una istituzione statunitense, nei confronti degli abitanti di un campo profughi, nel dopoguerra italiano, tra i protagonisti un medico che cerca di fare il possibile per curare la popolazione in condizioni sanitarie critiche.
Il medico si innamorerà di una ragazza particolarmente colpita dal drammatico periodo bellico, ma il ritorno del fidanzato della ragazza dalla prigionia e il successivo matrimonio, faranno tornare alla realtà quotidiana il sanitario americano.

## Produzione
Stando alla testimonianza diretta di Carla Del Poggio, il film venne in realtà diretto da Umberto Sacripante e Carlo Montuori perché il regista ufficiale si presentava sul set sempre ubriaco.

## Accoglienza

### Incassi
Incasso accertato a tutto il 31 dicembre 1952: 22.200.000 lire dell'epoca.